# 克里希纳拉杰贝德
克里希纳拉杰贝德（Krishnarajpet）是印度卡纳塔克邦门迪亚县的一个城镇。总人口22473（2001年）。

## 人口
该地2001年总人口22473人，其中男性11566人，女性10907人；0—6岁人口2639人，其中男1272人，女1367人；识字率70.09%，其中男性为76.56%，女性为63.23%。